# Hypericum thymbrifolium
Hypericum thymbrifolium är en johannesörtsväxtart som beskrevs av Pierre Edmond Boissier och Noe. Hypericum thymbrifolium ingår i släktet johannesörter, och familjen johannesörtsväxter. Inga underarter finns listade i Catalogue of Life.